# Dieter Müller (Koch)

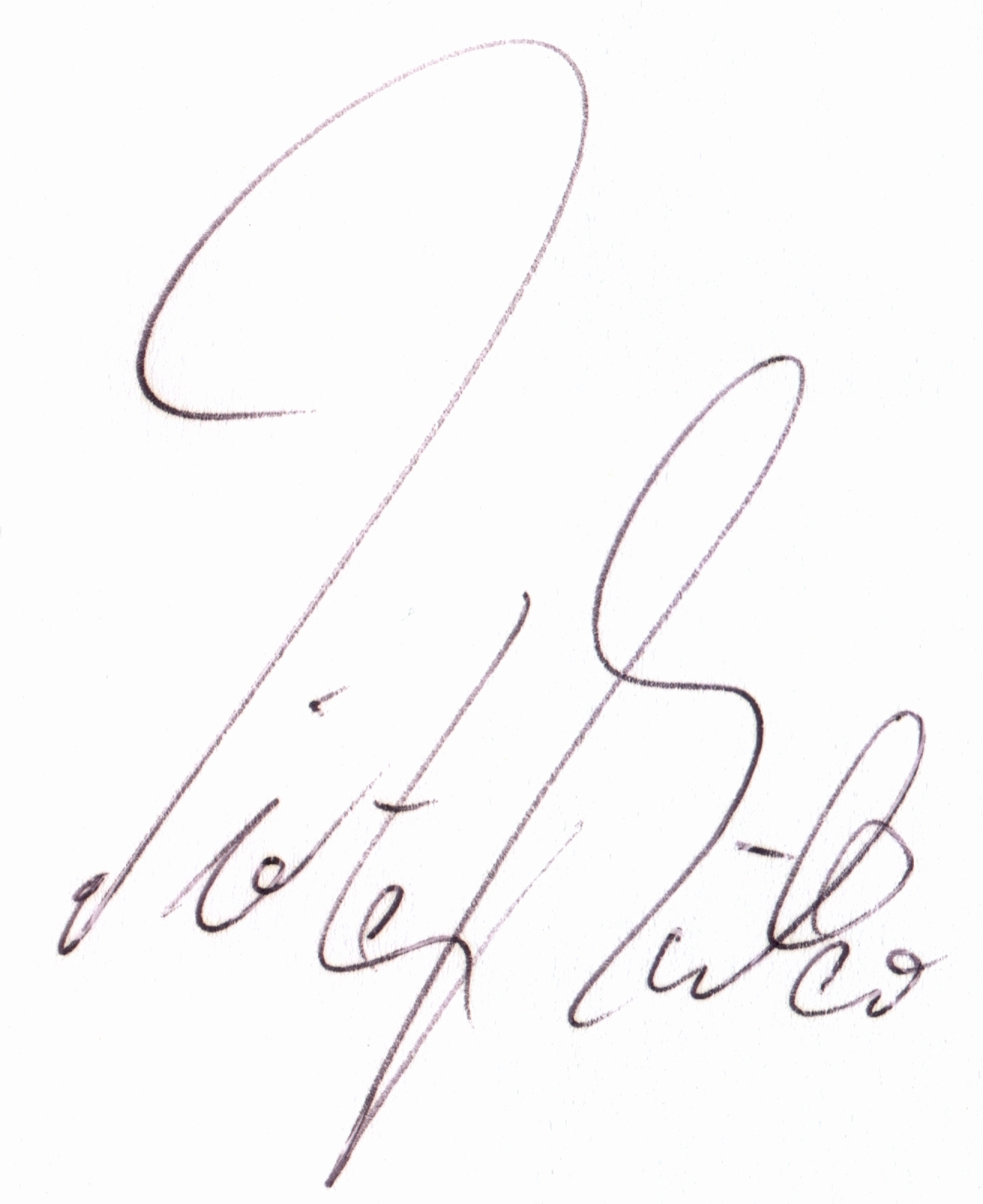
Unterschrift von Dieter Müller

Dieter Müller (* 28. Juli 1948 in Auggen) ist ein deutscher Koch, dessen Restaurant von 1997 bis 2008 mit drei Michelinsternen ausgezeichnet worden war. In seinem Kochstil vereinen sich mediterrane, französische und asiatische Einflüsse.

## Biografie
Dieter Müller stammt aus einer Gastronomenfamilie, sein älterer Bruder Jörg Müller ist ebenfalls Koch. Dieter Müller schloss 1966 seine Kochlehre mit Auszeichnung ab und arbeitete danach bis zur Einberufung in die Bundeswehr zwei Jahre lang im elterlichen Betrieb „Lug ins Land“ in Raich im Südschwarzwald. Nach sechs Monaten Dienstzeit wurde er bereits für die beste Bundeswehrküche ausgezeichnet.
Nach der Bundeswehrzeit entwickelte er seine Fertigkeiten am Hotel Schweizerhof von Ernesto Schlegel in Bern weiter, bis er nach einer Zwischenstation auf Korfu 1973 zum Team seines Bruders in den Schweizer Stuben in Wertheim-Bettingen stieß, dem 1981 bis 1983 auch Hans Stefan Steinheuer als Souschef angehörte. Bereits 1974 erhielt er den ersten Michelinstern, seit 1976 ist er geprüfter Küchenmeister. 1977 wurde das Restaurant mit zwei Michelinsternen ausgezeichnet.
1983 ging Jörg Müller nach Sylt; Dieter Müller hielt die zwei Michelinsterne.  1988 veröffentlichte er sein erstes Buch Das Dieter Müller Kochbuch, das im folgenden Jahr mit der Goldmedaille der Gastronomischen Akademie Deutschlands ausgezeichnet wurde.  Von 1990 bis 1992 kochte er unter anderem in Japan, Australien, USA, Frankreich und Thailand.
Von Februar 1992 bis Februar 2008 war er Küchenchef und Patron im Gourmet-Restaurant Dieter Müller im Schlosshotel Lerbach in Bergisch Gladbach, das 1992 mit einem, 1994 mit zwei und 1997 mit drei Michelinsternen ausgezeichnet wurde; damit war er nach Herbert Schönberner und Harald Wohlfahrt der dritte Deutsche, dessen Restaurant diese Auszeichnung erhielt.  Seit 2005 führte er hier auch eine Kochschule. Im Juli 2005 durfte er als erster deutscher Koch eine Rose auf seinen Namen taufen. Im Februar 2008 übergab er die Küchenleitung seines Restaurants an Nils Henkel. Im Dezember 2009 verließ Müller das Schlosshotel Lerbach. 
Von September 2010 bis Oktober 2019 leitete er ein Restaurant auf dem Kreuzfahrtschiff Europa; Müller war etwa 70 Tage im Jahr an Bord.
Seit 2011 ist er Präsident von Koch des Jahres, einem Wettbewerb für professionelle Köche im deutschsprachigen Raum.

## Privatleben
Dieter Müller hat mit seiner Frau Birgit drei Kinder. Seine Ehefrau leitete den Service seines Restaurants im Schlosshotel Lerbach. Das Ehepaar lebt in Odenthal.

## Auszeichnungen
Müllers Kochkunst hat ihm zahlreiche Auszeichnungen eingebracht. Er war „Koch des Jahres“ des Restaurantführers Gault-Millau 1987 und der Gourmetzeitschrift Der Feinschmecker 1998.
Sein Restaurant hatte seit 1997 drei Michelinsterne, der Gault-Millau verlieh ihm 19,5 Punkte. Der Feinschmecker bewertete 2004 sein Restaurant als „in jeder Hinsicht perfekt“.
Für sein 2000 erschienenes Kochbuch Geheimnisse aus meiner Drei-Sterne-Küche wurde er als erster Deutscher mit dem Kochbuchpreis Prix la Mazille International ausgezeichnet. 2003 erhielt er die höchste gastronomische Auszeichnung der USA, den Five Star Diamond Award.
2009 erhielt er den Eckart-Witzigmann-Preis der Deutschen Akademie für Kulinaristik für sein Lebenswerk.

## Publikationen
- Dieter Müller. Rolf Heyne Collection, München 2005, gebunden, 392 S., ISBN 978-3-89910-213-0, Kochbuch.
- mit Nils Henkel: Dieter Müller – Einfach und genial. Rezepte aus der Kochschule des Meisters. Neuer Umschau Buchverlag, Neustadt an der Weinstraße 2006, 200 S., zahlr. farb. Abb., gebunden, ISBN 978-3-86528-262-0, Kochbuch.
- mit Nils Henkel: Bergisches Land. Süddeutsche Zeitung Edition, München 2007, ISBN 978-3-86615-551-0, Kochbuch.
- mit Natalie Quagliata: Esslust – Vitalität und Lebensfreude mit Genuss. Neuer Umschau Buchverlag, Neustadt an der Weinstraße 2009, 160 S., zahlr. farb. Abb., gebunden, ISBN 978-3-86528-641-3, Kochbuch.
- Wie Deutschland genießen lernte. Lingen Verlag, Köln 2014, 220 S., zahlr. farb. Abb., gebunden, ISBN 978-3-942453-95-0, Autobiographie mit zahlreichen Rezepten.

## Filme
- Drei Sterne auf Reisen. Dokumentarfilm, Deutschland, 2004, 28:56 Min., Buch und Regie: Stefan Quante, Produktion: WDR, Reihe: Die kulinarische Reportage, Erstsendung: 31. Juli 2004 im WDR Fernsehen, Inhaltsangabe von WDR, online-Video, Teil 1, Dieter Müller beim Gourmet-Festival von Gstaad.
- Kocholymp im Bergischen. Dokumentarfilm, Deutschland, 2005, 28 Min., Buch und Regie: Stefan Quante, Produktion: WDR, Reihe: Die kulinarische Reportage, Inhaltsangabe von ARD, Reportage über Dieter Müller und Joachim Wissler.